# Barleria cristata
Barleria cristata är en akantusväxtart som beskrevs av Carl von Linné. Barleria cristata ingår i släktet Barleria och familjen akantusväxter. Utöver nominatformen finns också underarten B. c. mairei.

## Bildgalleri

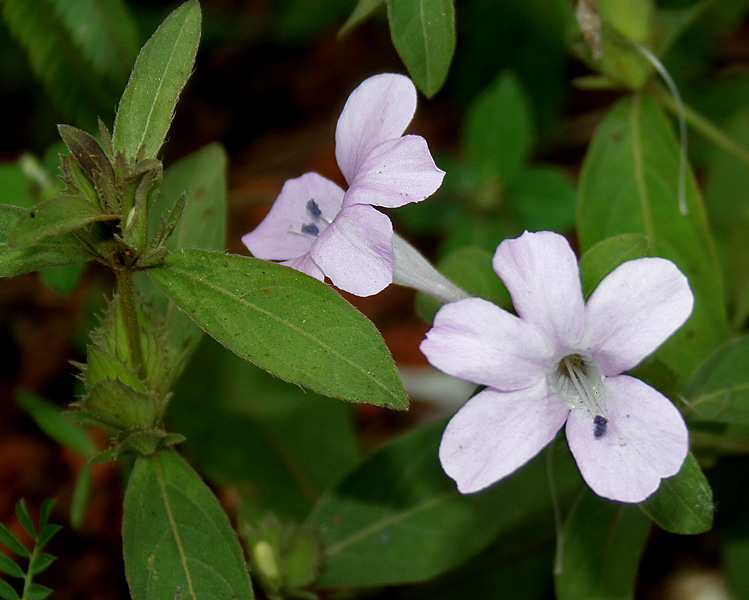